# 까시다
까시다(아랍어: قصيدة, 페르시아어: قصیده 혹은 چكامه, 튀르키예어: kaside)는 고전 아랍 시이다. 주제는 다양하지만 보통 송가로 쓰였으며, 과거 아랍 무슬림 세계의 팽창과 함께 다른 문화권으로도 전파됐다.
형식적으로 정형시이며 모든 행에 같은 각운을 사용한다. 보통 15~18행으로 장시이며, 가끔 100행 이상인 것도 있다.

## 같이 보기
- 이슬람교
- 카왈리
- 수피파